# Zelleria taxella
Zelleria taxella is een vlinder uit de familie van de stippelmotten (Yponomeutidae). Zelleria taxella werd beschreven door Herrich-Schäffer.